# Orchestre harmonique Kosei de Tokyo
L'orchestre harmonique Kosei de Tokyo (東京佼成ウインドオーケストラ, Tōkyō Kosei Uindo Ōkesutora) abrégé OHKT, est un orchestre d'harmonie professionnel considéré comme l'un des meilleurs au monde. 

## Histoire
Créé en 1960 par l'organisation bouddhiste laïque Risshō Kōsei Kai, l'orchestre harmonique Kosei de Tokyo a son siège social dans le centre de Tokyo. L'OHKT est très actif, tant au Japon qu'à l'étranger, comme ensemble de tournées professionnelles et d'enregistrement. Ses membres comprennent certains des plus beaux bois, cuivres et joueurs de percussions du Japon.
De 1984 à 1996, l'orchestre harmonique Kosei de Tokyo est dirigé par le célèbre maestro américain Frederick Fennell (en), et depuis 2000, par le chef britannique Douglas Bostock (en). L'OHKT a publié plus d'enregistrements que n'importe quel autre orchestre d'harmonie dans le monde, comptant des centaines d'albums. Il joue également un rôle actif dans la commande d'œuvres originales pour orchestre d'harmonie à des compositeurs japonais et étrangers. Parmi les compositeurs japonais dont les œuvres ont été défendues par l'OHKT figurent Yasuhide Ito, Hiroshi Hoshina, Tetsunosuke Kushida, Akira Miyoshi, Michio Mamiya, Bin Kaneda, Masamichi Amano, Toshiro Mayuzumi, Toshio Mashima, Isao Matsushita et de nombreux autres. Les chefs invités du OHKT sont Alfred Reed (en), Donald Hunsberger (en), Arnald Gabriel (en), Robert Jager (en), Ray Cramer (en) et Craig Kirchoff, pour n'en nommer que quelques-uns.  
L'orchestre harmonique Kosei de Tokyo joue souvent dans le Fumon Hall, énorme auditorium situé sur le campus de l'organisation religieuse Risshō Kōsei Kai dans le centre de Tokyo. La salle Fumon accueille aussi régulièrement la dernière épreuve du concours national d'orchestre de l'All-Japan Band Association (en). Avec près de 14 000 orchestres participants (et environ 800 000 candidats au niveau national) le concours d'orchestre de l'AJBA est actuellement le plus grand concours de musique au monde. L'OHKT est habituellement invité à faire les premiers enregistrements définitifs des pièces commandées tous les ans pour cette immense compétition. L'OHKT est largement crédité de la définition de l'idiome d'orchestre d'harmonie au Japon où il est soutenu avec enthousiasme parmi les ensembles scolaires et la communauté. 

## Source de la traduction
- (en) Cet article est partiellement ou en totalité issu de l’article de Wikipédia en anglais intitulé « Tokyo Kosei Wind Orchestra » (voir la liste des auteurs).